# Петро-Евдокиевка
Петро-Евдокиевка (укр. Петро-Євдокіївка) — село, относится к Раздельнянскому району Одесской области Украины.
Население по переписи 2001 года составляло 176 человек. Почтовый индекс — 67404. Телефонный код — 4853. Занимает площадь 1,217 км². Код КОАТУУ — 5123984203.

## Местный совет
67441, Одесская обл., Раздельнянский р-н, с. Новоукраинка